# 2008 en tennis
| Années du tennis : 2005 - 2006 - 2007 - 2008 - 2009 - 2010 - 2011    |
| Décennies du tennis : 1970 - 1980 - 1990 - 2000 - 2010 - 2020 - 2030 |

Cet article résume les faits marquants de l'année 2008 dans le monde du tennis.

## Décès
- 9 avril : Daniela Klemenschits, joueuse autrichienne de 25 ans, des suites d'un cancer.
- 28 mai : Sven Davidson, 79 ans, premier joueur suédois à avoir remporté Roland-Garros en 1957
- 7 juin : Horst Skoff, 39 ans, joueur autrichien, 18e mondial en 1990
- 17 septembre : Fausto Gardini, 78 ans, joueur italien quart de finaliste à Roland-Garros en 1953
- 25 octobre : Federico Luzzi, 28 ans, joueur italien, mort des suites d'une leucémie fulgurante[1].
- 4 novembre : Lennart Bergelin, 83 ans, joueur et entraîneur de tennis suédois
- 19 novembre : Carole Caldwell Graebner, 65 ans, joueuse américaine

## Autres faits marquants
- 19 août : Rafael Nadal prend la place de numéro 1 mondial après avoir gagné son quatrième Roland-Garros puis Wimbledon.